# ルイ・ド・フュネスのサントロペシリーズ
ルイ・ド・フュネスのサントロペシリーズは、ジャン・ジロー監督、ルイ・ド・フュネス主演による、全6作からなるフランスの映画のシリーズである。
フランス語原題には全て『憲兵 Gendarme』の単語が入っており、フランス語では『憲兵シリーズ La serie du Gendarme』あるいはシリーズの舞台となった地名および第1作のタイトルにちなんで『サントロペの憲兵シリーズ La serie du Gendarme de Saint-Tropez』と呼ばれる。
18年間にわたって全6作が制作され、そのうち4作でフランスにおける全ての映画の興行収入第1位を獲得した。
「ルイ・ド・フュネスのサントロペシリーズ」という日本語のシリーズタイトルは、1990年に東宝ビデオがシリーズをレンタルビデオソフトとして販売した時に付けられた名前である。

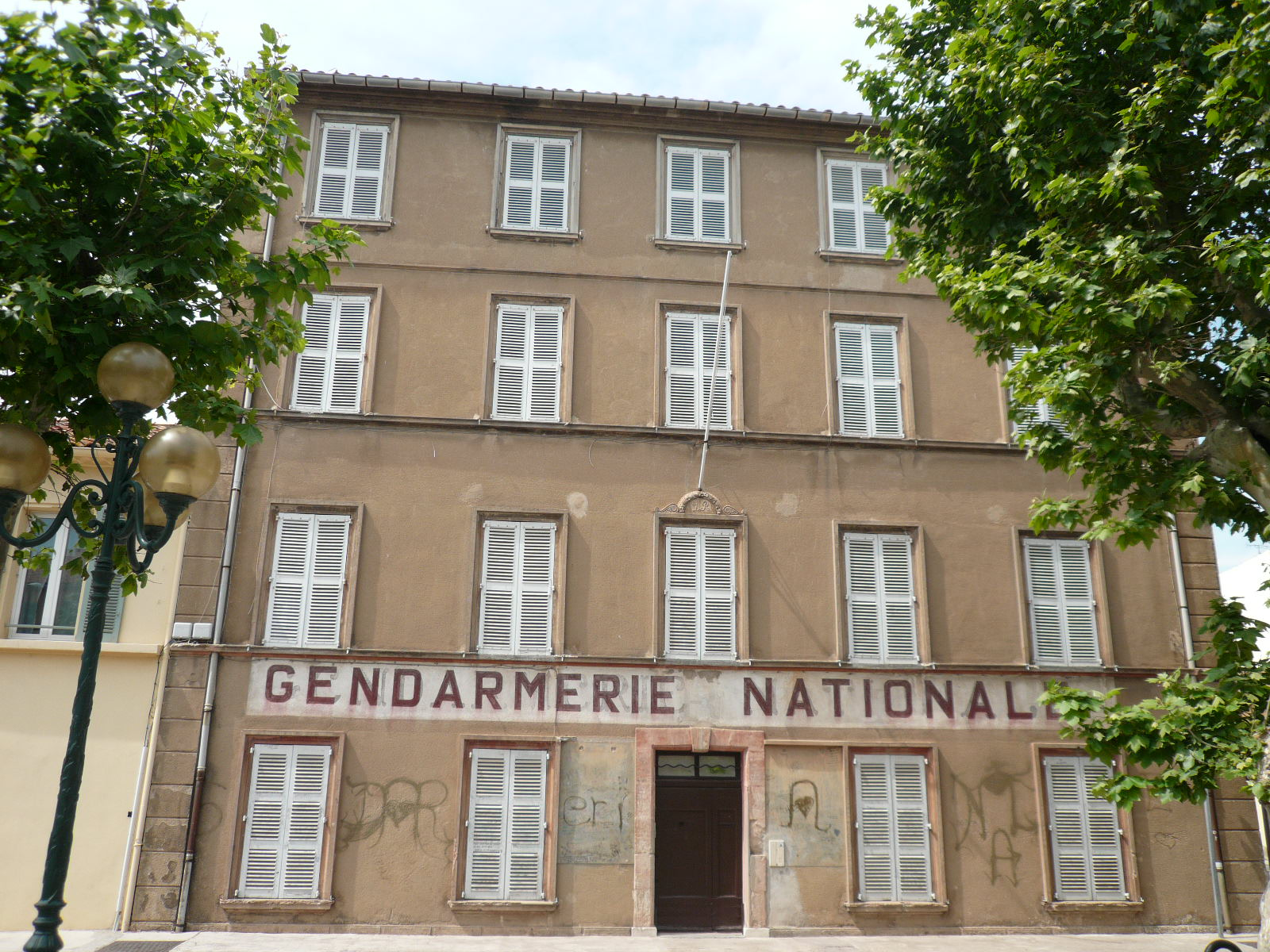
撮影舞台となった実際の旧サントロペ憲兵隊署

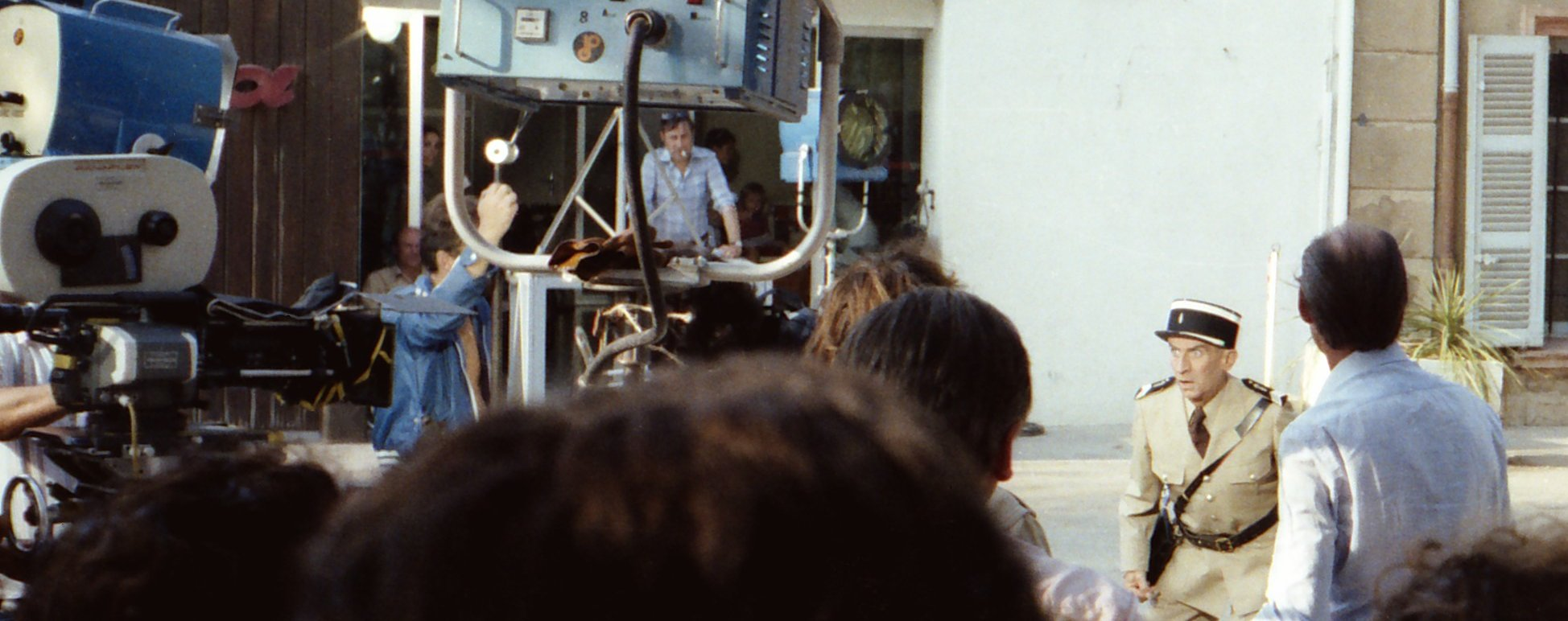
『ルイ・ド・フュネス/サントロペ大混戦』を撮影中のルイ・ド・フュネス（1978年） 機材の奥でサングラスを頭の上にかけてくわえタバコをしているのはトリカール隊員役のギイ・グロッソ

## 概要
以下の全6作からなる。全てルイ・ド・フュネス主演である。
| 邦題                                | 原題                            | 原題の直訳         | 監督                               | 公開年 | 作品数 |
| ----------------------------------- | ------------------------------- | ------------------ | ---------------------------------- | ------ | ------ |
| 大混戦                              | Le Gendarme de Saint-Tropez     | サントロペの憲兵   | ジャン・ジロー                     | 1964年 | 第1作  |
| ニューヨーク大混戦                  | Le Gendarme à New York          | 憲兵ニューヨークへ | ジャン・ジロー                     | 1965年 | 第2作  |
| ルイ・ド・フュネスの大結婚          | Le gendarme se marie            | 憲兵結婚す         | ジャン・ジロー                     | 1968年 | 第3作  |
| ルイ・ド・フュネスの窓際一発大逆転  | Le Gendarme en balade           | 憲兵の遠足         | ジャン・ジロー                     | 1970年 | 第4作  |
| ルイ・ド・フュネス/サントロペ大混戦 | Le Gendarme et extra-terrastres | 憲兵と宇宙人たち   | ジャン・ジロー                     | 1979年 | 第5作  |
| ルイ・ド・フュネスの大奪還          | Le Gendarme et les Gendarmettes | 憲兵と女憲兵たち   | ジャン・ジロー、トニー・アボヤンツ | 1982年 | 第6作  |

第1作『大混戦』のみフランス・イタリア共同制作、他はフランス単独制作である。
シリーズを通してフランス南部の地中海岸の町サントロペを舞台とし（第2作ではニューヨークにも訪れるが）、ルイ・ド・フュネス扮する憲兵とその仲間たちが活躍するストーリーである。
日本では戦後以降憲兵隊が存在しないため、日本語の映画パンフレットやビデオソフトの説明文では、憲兵ではなく警察に置き換えて紹介している。主役のクルショ少尉は副巡査長、上司のジェルベ中尉は巡査長とされている。
撮影に使われた当時の実際のサントロペ憲兵隊署の建物は、近年の改修工事を経て「憲兵隊とサントロペの映画の博物館 Musée de la Gendarmerie et du Cinéma de Saint Tropez」と名付けられ、この「サントロペ・シリーズ」をはじめサントロペを舞台にした多くの映画の展示を行う予定であり、2016年6月にオープンすることになっている。
なお、同じルイ・ド・フュネス主演で邦題の似ている『パリ大混戦 Le Grand Restaurant （大レストラン）』（ジェラール・ベスナール監督）、『ニューヨーク←→パリ大冒険 L’Aventure de Rabbi Jacob （ラビ・ヤコブの冒険）』（ジェラール・ウーリー監督）は、本シリーズとは全く別の作品である。

## 大混戦

### あらすじ
フランス南部コート・ダジュール地方の地中海沿いの街サントロペの憲兵隊署に勤務することになったリュドヴィク・クルショ少尉は、上司のジェローム・ジェルベ中尉にはへつらい、部下たちには厳しく当たる。就任早々クルショたちは、違法ヌーディストビーチを取り締まり手柄を立てる。一方クルショの娘ニコルが知り合ったボーイフレンドは、スポーツカーを盗んで乗り回した挙句に衝突事故を起こしてしまう。クルショがそれを回収しに来たが、実はその車は美術盗グループのもので、そのトランクの中にはレンブラントの盗難絵画が入っていた。スピード狂のクロチルド修道女を巻き込み、クルショは盗難絵画を追うことになる。

### 評価
フランスで780万人の入場者を得て、フランスの1964年の興行収入第1位を獲得した。
1965年10月、マリニー劇場での第20回「映画の夜」にて、ジーナ・ロッロブリジーダよりヴィクトワール・デュ・シネマ賞（fr:Victoires du cinéma français）を受賞した。

## キャスト
括弧内は日本語吹替（初放送1970年12月27日『日曜洋画劇場』）
- ルドヴィッチ：ルイ・ド・フュネス（熊倉一雄）
- ニコール：ジュヌビエーブ・グラ（藤田淑子）
- ガーバー：ミシェル・ガラブリュ
- ルシアン：ジャン・ルフェーブル
- アルバート：クリスチャン・マリン

## ニューヨーク大混戦
『ニューヨーク大混戦』（フランス語: Le gendarme à New York）は、1965年のフランスのコメディ映画。ルイ・ド・フュネス主演による「サントロペシリーズ」の第2作。

### あらすじ
憲兵国際大会がニューヨークで開かれることになり、クルショたちサントロペの憲兵はフランス代表として参加することになった。娘のニコルも内緒で船に乗り込み、ニューヨークへ密航してしまう。船で合流したイタリア憲兵や、入国審査で引き止められた時に知り合ったジャーナリストを巻き込み、ニコルはうまくアメリカに上陸してニューヨーク観光を楽しみ、さらにジャーナリストに煽てられてテレビの歌番組にまで出演する。それを知らないクルショは自分の娘をいたるところで見かけるが、仲間たちはクルショが発狂したと思い込み、セラピストの治療を受けさせられる羽目になる。果たして国際憲兵会議が開かれるが、そこにニコルが紛れ込み、さらに彼女と船で知り合っていたイタリア憲兵がニコルに惚れて追いかけ、さらにそれをクルショが追いかける。ニコルとクルショはニューヨークのイタリア人街や中華街に紛れ込み、ドタバタの逃走劇となる。

## キャスト
括弧内は日本語吹替（初放送1971年10月24日『日曜洋画劇場』）
- リュドビック：ルイ・ド・フュネス（熊倉一雄）
- ニコル：ジュヌヴィエーヴ・グラ（藤田淑子）
- ガーバー：ミシェル・ガラブリュ（滝口順平）
- ルシアン：ジャン・ルフェーブル（由利徹）
- アルバート：クリスチャン・マリン（鈴木やすし）
- ガストン：ギイ・グロッソ
- ジュール：ミシェル・モド

### 評価
フランスで549万人の入場者を得て、フランスの1965年の興行収入第4位を獲得した。
『ウエスト・サイド物語』やチャップリンの無声映画のパロディが見られる。

## ルイ・ド・フュネスの大結婚
ルイ・ド・フュネスの大結婚 Le gendarme se marie （憲兵結婚す）
シリーズ第3作。1968年フランス公開。1990年東宝ビデオによりビデオソフト日本販売。
フランスで684万人の入場者を得て、フランスの1968年の興行収入第1位を獲得した。
ルイ・ド・フュネスと多数の映画で共演したクロード・ジェンサックが今作からヒロイン役で登場する。
- ルイ・ド・フュネスのサントロペシリーズ - IMDb（英語）

### あらすじ
クルショはサントロペ憲兵隊署の玄関前に止めてあった駐車違反の車を取り締まるが、ちょうど上司のジェルベ中尉と面会中だったその車の持ち主の女性をクルショが取り締まろうとすると、ジェルベはその女性こそ憲兵詰所の前任者である亡き大佐の未亡人ジョゼファだと紹介する。クルショは失礼を詫びジョゼファの手を取ると、二人の間に火花が飛び散り、瞬く間に熱い恋に落ちてしまう。クルショは自分も寡夫だと自己紹介し、ジョゼファは娘のニコルともすぐに気が合う。ことは上々に運びすぐに再婚なるかと思われた一方、憲兵隊に昇進試験が行われ、クルショはインチキをしてジェルベを出し抜くが、最終的にそれがばれてしまいジョゼファにも呆れられてしまう。その時、以前クルショが捕まえた強盗が腹いせにジョゼファを誘拐する事件が起こる。ちょうど出くわしたスピード狂のクロチルド修道女のトライクに乗り込み、クルショは強盗を追いかける。

## ルイ・ド・フュネスの窓際一発大逆転
ルイ・ド・フュネスの窓際一発大逆転 Le Gendarme en balade （憲兵の遠足）
シリーズ第4作。1970年フランス公開。1990年東宝ビデオによりビデオソフト日本販売。
フランスで487万人の入場者を得て、フランスの1970年の興行収入第1位を獲得した。
企画当初のタイトルは Le Gendarme à la retraite （憲兵退職す）であった。
- ルイ・ド・フュネスのサントロペシリーズ - IMDb（英語）

### あらすじ
サントロペ憲兵隊署に新しく若い隊員たちが配属されることになり、クルショたちはお払い箱になってしまった。退職の当てに城があてがわれてクルショは夫人とそこに住むが、生きがいを失った彼は全く面白くない。そこに元上司のジェルベが訪ねてくる。さらに部下の一人のフガスが健忘症になっていることを知った彼らは、元の憲兵隊の制服に身を包んでサントロペの街に繰り出し交通違反を取り締まるが、新任の憲兵達から違法活動と見なされ、追われる身となってしまう。クロチルド修道女の助けを借りて修道院に逃げ込んだ憲兵達は、孤児院の子供の一人から核ミサイルを目撃したことを聞かされる。

## ルイ・ド・フュネス/サントロペ大混戦
ルイ・ド・フュネス/サントロペ大混戦 Le Gendarme et extra-terrastres （憲兵と宇宙人たち）
シリーズ第5作。1979年フランス公開。1980年11月22日日本公開。
フランスで628万人の入場者を得て、フランスの1979年の興行収入第1位を獲得した。
ドイツでも650万人（数字は西ドイツと東ドイツの合計）の入場者を得て、西ドイツの1979年の興行収入第1位を獲得した。フランス映画がドイツで興行収入第1位を獲得したのは他に2011年のIntouchables（356万人）のみである。
1970年代末当時、アメリカ映画『未知との遭遇』をはじめ世界的にUFOブームが起こっており、本作はそのブームの中で制作された。なおフランス語原題にextra-terrastres（地球外生命体）と入っているが、『E.T.』（1982年、英語原題はE.T. The Extra-Terrestrial）よりも本作の方が先に制作されている。
クルショの夫人ジョゼファ役は、今作ではマリア・モーバンが演じている。
- ルイ・ド・フュネスのサントロペシリーズ - IMDb（英語）

### あらすじ
クルショたちサントロペ憲兵隊がヌーディストビーチを取り締まるうち、新任の部下ボーピエ隊員がUFOを目撃する。初めは相手にしないクルショだったが、今度はクルショ自身がUFOを目撃し、さらに宇宙人と名乗る若い男から「我々に関わるな」と宣言された挙句、目からビーム光線を出して辺りのものを破壊し脅迫される。彼らは既存の人間の姿そっくりに変身するが、オイルを飲み、体を叩くと中空で鉄の音がし、水に弱いことを発見する。クルショは水着の女性たちの背中を叩きまくるが、変人扱いされてしまう。作戦を変えたクルショたちはUFOの発着陸現場に待機し、宇宙人捕獲に乗り出す。

## ルイ・ド・フュネスの大奪還
ルイ・ド・フュネスの大奪還 Le Gendarme et les Gendarmettes （憲兵と女憲兵たち）
シリーズ第6作。1982年フランス公開。
フランスで420万人の入場者を得て、フランスの1982年の興行収入第4位を獲得した。
ルイ・ド・フュネスは本作の後に急逝し、これが遺作映画となった。
- ルイ・ド・フュネスのサントロペシリーズ - IMDb（英語）

### あらすじ
サントロペ憲兵隊は、最新のコンピュータが導入された新建造の署に引っ越した。そこに若い女性憲兵4人が転属してくる。部下たちはもちろんのこと、上司のジェルベまでが鼻の下を伸ばして女性隊員たちとしけ込もうとする。ところが彼女たちは一人ずつ誘拐されてしまう。実は4人の女性隊員はコンピュータの秘密を握っており、さらにそのうちアフリカ系のヨ・マクンバ隊員は、フランスに多くの石油を輸出するアフリカのブンガワ国（架空の国）の大統領の娘だということが判明する。クルショは女性隊員たちの救出にあたることになる。
マクンバはブラジルのアフリカ由来の宗教カンドンブレの一宗派に由来する単語である。架空の国名ブンガワはブンガワン・ソロ（ソロ川を意味するインドネシア語）という1940年代に流行したインドネシアの歌謡曲（ゲサン・マルトハルトノ作詞・作曲）に由来する単語である。

## スタッフ
- 監督 - ジャン・ジロー、トニー・アボヤンツ（第6作の共同監督名義）[13]
- プロデューサー - ジェラール・ベイトゥ、ルネ・ピニェール（第4作まで）
- 脚本 - リシャール・バルドゥッチ、ジャン・ジロー、ジャック・ヴィフリド
- 音楽 - レイモン・ルフェーブル

## キャスト

### 憲兵隊
- リュドヴィク・クルショ少尉 - ルイ・ド・フュネス
- ジェローム・ジェルベ中尉 - ミシェル・ガラブリュ
- ガストン・トリカール隊員 - ギイ・グロッソ[14]
- ジュール・ベルリコ隊員 - ミシェル・モド[14]
- ルシアン・フガッス隊員 - ジャン・ルフェーブル（第4作まで）
- アルベール・メルロ隊員 - クリスチャン・マラン（第4作まで）
- ボーピエ隊員 - モーリス・リッシュ（第5-6作）
- トーパン隊員 - ジャン＝ピエール・ランバル（第5作）
- ペルラン隊員 - パトリック・プレジャン（第6作）

#### 女性憲兵
第6作『ルイ・ド・フュネスの大奪還』に登場する若手女性隊員。
- クリスチーヌ・ランクール隊員 - カトリーヌ・セル
- マリアンヌ・ベンネ隊員 - ベベット・エチエンヌ
- イザベル・ルロワ隊員 - ソフィー・ミショー
- ヨ・マクンバ隊員 - ニケーズ・ジャン＝ルイ

### その他
- ニコル・クルショ（娘） - ジュヌヴィエーヴ・グラ（第1-3作）
- ジョゼファ・クルショ（妻） - クロード・ジェンサック（第3-4, 6作）、マリア・モーバン （第5作）
- クロチルド修道女 - フランス・リュミイ
- ジェルヴェ中尉夫人 - ニコル・ヴェルヴィル （第1-4作）、ミシェリーヌ・ブルデ（第5-6作）
- 大佐 - イヴ・ヴァンサン（第3-4作）、ジャック・フランソワ（第5-6作）

## 派生作品
ラジオ番組『Le Gendarme de Bethléem（ベツレヘムの憲兵）』
1968年のクリスマスに、ラジオ局Europe 1で放送された45分のラジオ番組。のちにテレビドラマとしてもリメイクされた。